# Franjo Mraz
Franjo Mraz (* 4. April 1910 in Hlebine; † 26. Oktober 1981 in Brežice) war ein jugoslawischer Maler. Er gilt als Vertreter der naiven Kunst Jugoslawiens und war Mitglied der Schule von Hlebine. Franjo Mraz war Autodidakt, seine Motive zeigen Szenen aus dem bäuerlichen Leben.

## Leben
Franjo Mraz wurde 1910 in eine arme Bauernfamilie geboren. Nach dem Besuch von fünf Klassen der Grundschule arbeitete er zunächst im elterlichen Haushalt und in der Landwirtschaft. Bereits in jungen Jahren begann er mit dem Zeichnen und Aquarellieren. Zudem verfasste er Gedichte, die er auch veröffentlichte. Seine künstlerische Laufbahn begann er systematisch ab 1930, zunächst unter der Anleitung von Krsto Hegedušić, später auch von Peter Franjić. Ab 1931 stellte er seine Werke regelmäßig aus. Hegedušić ermutigte ihn, das ländliche Alltagsleben realistisch darzustellen – ein zentrales Thema seiner frühen Arbeiten.
Mraz schuf eine Vielzahl von Zeichnungen und Aquarellen, die Szenen des traditionellen Dorflebens einfingen, häufig durchsetzt mit sozialkritischen Elementen. 1931 nahm er als Gast an der dritten Gruppenausstellung der Künstlergruppe Zemlja („Land“) in Zagreb teil. Zu seinen bevorzugten Motiven gehörten ländliche Arbeiter wie Schnitter, Pflüger und Erntehelfer, ebenso wie Vieh, Felder, Wälder und Landschaften.
Mitte der 1930er-Jahre wandte sich Mraz neuen Techniken zu, unter anderem der Malerei mit Tempera und Öl auf Glas und Leinwand. In dieser Phase entstanden seine charakteristischen Werke mit weichen Farbübergängen, ohne feste Konturen und flächig aufgebaut – geprägt von lyrischer Ausdruckskraft und farblicher Freiheit.
Während des Zweiten Weltkriegs wurde Mraz aufgrund seiner politischen Überzeugungen mehrfach verhaftet. Bei einem Gefangenentransport gelang ihm die Flucht. Die Erfahrungen des Krieges und seines politischen Engagements führten zu einem Wandel seines künstlerischen Ausdrucks: Die zuvor vorherrschende lyrische Farbigkeit wich einem expressiven Realismus. Seine Werke dieser Zeit zeigen Verwundete, Flüchtlinge, Waisen und Vertriebene mit eindringlicher Direktheit. Das Thema Krieg blieb auch in seinem späteren Schaffen präsent.
In den 1950er-Jahren kehrte Mraz zur Ideologie und Bildsprache der Hlebine-Schule zurück. Er konzentrierte sich erneut auf Darstellungen des bäuerlichen Alltags und idyllischer Landschaften, wobei gelegentlich noch Anklänge an das Partisanenthema zu erkennen waren. Auch in diesen späten Werken blieb er der realistischen Darstellung verpflichtet.
Nach dem Zweiten Weltkrieg lebte Mraz zunächst in Zagreb und arbeitete im Ministerium für Bildung und Kultur in der Abteilung für Bildende Kunst. Ab 1950 war er in Belgrad tätig, wo er eine Anstellung im Kriegsmuseum annahm. Ab 1955 war er als freischaffender Künstler tätig. In seinen letzten Lebensjahren führte er ein zurückgezogenes Leben und widmete sich überwiegend der Malerei in seinem Atelier in Belgrad oder auf der Halbinsel Pelješac.
Franjo Mraz starb am 26. Oktober 1981 in Brežice, Slowenien. Er wurde in Belgrad beigesetzt.
Einige seiner Werke sind Teil der Sammlung Zander in Köln.

## Werke (Auswahl)
- Beweinung, 1940, Öl auf Leinwand, 59 × 71 cm
- Brigada, 1956, Öl auf Glas, 33 × 46,3 cm, Kroatisches Museum für Naive Kunst, Zagreb
- Auf der Weide, 1968, Öl auf Glas, 30 × 30 cm, Kroatisches Museum für Naive Kunst, Zagreb
- Guten Morgen, um 1975, Öl auf Glas, 28 × 39 cm
- Ländliche Landschaft, 1954, Öl auf Leinwand, 57 × 92 cm
- Ochsen, Öl auf Glas, 37 × 49 cm, Galerie Mona Lisa, Zagreb

## Ausstellungen (Auswahl)
- 1931: II. Ausstellung der Gruppe Zemlja, Zagreb
- 1939: Kroatischer Bauernmaler, Belgrad
- 1940: Gemälde von Franjo Mraz, Zagreb
- 1955: Ausstellung der Schule von Hlebine, Zagreb
- 1955: III. Biennale der Schönen Künste, Sao Paulo